# Guido Werdnig

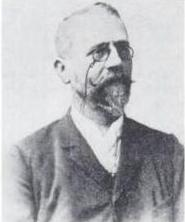
Guido Werdnig

Guido Werdnig (ur. 20 czerwca 1844 w Ratschach, zm. 26 kwietnia 1919) – austriacki lekarz wojskowy i neurolog. W 1891 roku opisał, niezależnie od Johanna Hoffmanna, postać rdzeniowego zaniku mięśni, określaną niekiedy jako zespół Werdniga-Hoffmanna.

## Życiorys
Urodził się 20 czerwca 1844 roku jako syn Antona Werdniga w Ratschach, dzisiaj Rateče w Słowenii. Uczęszczał do szkoły w Cilli (dziś Celje), i ukończył ją z wyróżnieniem w 1862 roku. W 1863 roku rozpoczął studia na Akademii Józefa, założonej w 1785 roku przez Józefa II i kształcącej lekarzy wojskowych. Po ukończeniu studiów medycznych w 1868 roku Werdnig służył dziesięć lat w armii, najpierw jako starszy lekarz wojskowy, w końcu jako lekarz regimentu. Jego służba przypadła na tłumienie buntów w południowej Dalmacji i okupację Bośni, stąd często zmieniał miejsca praktyki służąc w różnych szpitalach wojskowych na obszarze walk. Opublikował wtedy pierwsze prace, na łamach czasopisma medycyny wojskowej Johanna Schnitzlera "Allgemaine Militararztliche Zeitung".
W 1877 roku poślubił w Linzu Franziskę Pummer; mieli dwoje dzieci, Giselę (1880-?) i Ottona (1885-?). W 1879 roku zakończył służbę w stopniu lekarza batalionu. Od 1874 roku mieszkał w Wiedniu.
W Wiedniu zainteresował się neurologią, pracował w tamtejszym Instytucie Anatomii i Fizjologii Uniwersytetu Wiedeńskiego u Heinricha Obersteinera. W 1888 roku przeniósł się do Grazu, gdzie kontynuował swoją praktykę neurologiczną w Instytucie Anatomii patologicznej Uniwersytetu w Grazu. W 1896 roku wrócił do Wiednia, i skupił się na praktyce lekarskiej, porzucając karierę naukową.
Poza neurologią zajmował się numizmatyką: w 1888 roku opublikował książkę na temat monet Republiki Weneckiej.
W 1907 roku nagle doznał spastycznej paraparezy kończyn dolnych i do końca życia pozostał przykuty do łóżka. Po śmierci żony opiekowała się nim córka. Od 24 czerwca 1918 roku w Niederösterreichische Landessanatorium Am Steinhof, gdzie zmarł 26 kwietnia następnego roku.

## Prace
- Ueber die Mittel zum Transporte der Verwundeten während des dalmatin. Aufstandes. Allg. mil.-ärztl. Ztg. 11, ss. 73; 81, 1870
- Ueber die Mittel zum Transporte der Verwundeten im Gebirgskriege, mit besonderer Rücksicht auf Süd-Dalmatien. Allg. mil.-ärztl. Ztg. 15, ss. 249; 265; 276, 1874
- Ueber ein neuerfundenes Transportsmittel für Verwundete im Gebirgskriege. Allg. mil.-ärztl. Ztg. 16, ss. 69-73, 1875
- Ueber Transportmittel für Verwundete im Gebirgskriege. Wien: G. Gistel & Co, 1875
- Ein Fall von disseminirter Sclerose des Rückenmarkes, verbunden mit secundären Degenerationen. Medizinische Jahrbücher 3 (neue Folge), ss. 335-350 (1889)
- Concrement in der rechten Substantia nigra Sömmeringii mit auf- und absteigender Degeneration der Schleife und theilweiser Degeneration des Hirnschenkelfusses. Medizinische Jahrbücher 3 (neue Folge), ss. 447-477 (1889)
- Die Osellen oder Münz-Medaillen der Republik Venedig. Impr. W. Frick, 1889
  - Le Oselle: monete, medaglie della Repubblica di Venezia. Lint, 1983
- Ein Fall von juveniler hereditärer Muskel-Atrophie mit Rückenmarksbefund. Mitteilungen des Vereins der Ärzte in Steiermark 27, ss. 48-51 (1890)
- Ueber einen Fall von Dystrophia musculorum mit positivem Rückenmarksbefunde. Wiener medizinische Wochenschrift 40, 42, ss. 1796-1798 (1890)
- Zwei frühinfantile hereditäre Fälle von progressiver Muskelatrophie unter dem Bilde der Dystrophie, aber auf neurotischer Grundlage[2]. (1891)
  - Two early infantile hereditary cases of progressive muscular atrophy simulating dystrophy, but on a neural basis[3]
- Die frühinfantile progressive spinale Amyotrophie. Archiv für Psychiatrie 26, ss. 706-744 (1894)